# Санта Роса Вали (Калифорнија)
Санта Роса Вали (енгл. Santa Rosa Valley) насељено је место без административног статуса у америчкој савезној држави Калифорнија.

## Демографија
По попису из 2010. године број становника је 3.334.
| Група             | 2000.    | 2010.         |
| Белци             | 0 (0,0%) | 2.667 (80,0%) |
| Афроамериканци    | 0 (0,0%) | 23 (0,7%)     |
| Азијати           | 0 (0,0%) | 187 (5,6%)    |
| Хиспаноамериканци | 0 (0,0%) | 353 (10,6%)   |
| Укупно            | 0        | 3.334         |